# 마이크 데머스
마이크 데머스(Mike Damus, 1979년 9월 30일 ~ )는 미국의 배우, 텔레비전 배우이다.
퀸스에서 태어났다.

## 영화
- 비치 필로우스 (2014년)
- 샷건 웨딩 (2013년)
- 피그 테일 (1995년)
- 용커스가의 사람들 (1993년) - 아티 역